# Hans Ferdinand Mayer
Hans Ferdinand Mayer (* 23. Oktober 1895 in Pforzheim; † 18. Oktober 1980 in München) war ein deutscher Physiker und Elektrotechniker. Er verfasste Ende Oktober 1939 während einer Geschäftsreise nach Norwegen den Oslo-Report, in dem er Militärgeheimnisse der Wehrmacht detailliert beschrieb, und schickte den Report anonym an die britische Botschaft in Oslo. Diese leitete sie an den britischen Auslandsgeheimdienst MI6 weiter. Erst nach seinem Tod wurde dies öffentlich bekannt. 

## Leben
Mayer stammte aus bescheidenen Verhältnissen. Nach der Volksschule besuchte er die Friedrichsschule in Pforzheim. 1914 meldete er sich als Kriegsfreiwilliger. Am 23. Oktober 1914, seinem 19. Geburtstag, wurde er schwer verwundet und wurde nach der Genesung einem Ersatzbataillon zugewiesen. Im Februar 1915 erhielt er das Notabitur. Mayer studierte ab dem Sommersemester 1915 Mathematik, Physik und Astronomie an Hochschulen in Karlsruhe und in Heidelberg. Bereits 1917 trat er in Heidelberg der Burschenschaft Frankonia Heidelberg bei. 1926 wurde er nicht mehr als Mitglied gelistet; er war also ausgetreten oder ausgeschlossen worden. 1920 wurde er mit der Arbeit „Über das Verhalten von Molekülen gegenüber freien langsamen Elektronen“ promoviert. Sein Doktorvater war der Nobelpreisträger Philipp Lenard. 1922 trat er bei der Berliner Siemens & Halske AG ein. 1926 begann seine Zusammenarbeit mit Karl Küpfmüller (1898–1977). Beide Wissenschaftler beschäftigten sich mit Möglichkeiten der störungsfreien Informationsübertragung in Kabelverbindungen über große Entfernungen. Am 20. April 1936 übernahm Mayer die Leitung des Zentrallaboratoriums bei der Berliner Siemens & Halske AG. Im Jahre 1938 wurde er zum Direktor ernannt. Ab 1938 unternahm er zahlreiche Reisen ins Ausland. 1943 wurde Mayer aus politischen Gründen (Hören von „Feindsendern“ und Kritik am NS-Regime) zu KZ-Haft verurteilt. Nach Interventionen von Hermann von Siemens und Friedrich Lüschen bei Albert Speer, Heinrich Himmler und mehreren NSDAP-Stellen kam es nicht zu einem Prozess beim Volksgerichtshof. Mayer blieb im KZ Sachsenhausen und ab September 1943 im KZ Dachau bis zum Ende des Krieges. Im KZ Dachau wurde er wissenschaftlicher Leiter eines neu eingerichteten Forschungsinstituts für Hochfrequenztechnik. In seinem Institut arbeiteten Häftlinge aus zwölf Nationen, darunter u. a. der frühere Rektor der TU Warschau Kazimierz Drewnowski (1881–1952). Im Juni 1944 erfolgte die Verlegung in das KZ Groß-Rosen und Mitte Februar 1945 dann in das KZ Mauthausen. Da die technischen Gerätschaften nach Sachsenhausen gebracht worden waren, gelang Mayer eine erneute Verlegung dorthin.
1946 zog Mayer für vier Jahre in die USA. Dort forschte er für die US Air Force in Dayton (Ohio) und lehrte an der Cornell University in Ithaca (Bundesstaat New York) als Professor für Nachrichtentechnik. 1950 kehrte er nach Deutschland zurück. Er leitete bis 1962 in München die Forschungsabteilung für Nachrichtentechnik bei der Siemens & Halske AG.
Mayer war seit 1926 mit Betty Charlotte Stutius verheiratet. Aus der Ehe gingen mehrere Kinder hervor.

## Werk
Mayer war der Verfasser des Oslo-Reports, eines siebenseitigen Berichts über die geheime militärische Forschung im „Dritten Reich“, von der er durch seine damalige Führungsposition in der Forschung des Siemens-Konzerns wusste. Er schrieb den Bericht Ende Oktober 1939 auf einer Dienstreise nach Norwegen. Obwohl Mayers Hotel nur rund 15 Minuten Fußweg vom britischen Konsulat in Oslo entfernt lag, war es Mayer zu riskant, den Bericht persönlich zu übergeben. So lieh er sich vom Hotelportier eine Schreibmaschine und schickte den Bericht in zwei Briefen an zwei aufeinanderfolgenden Tagen per Post an das britische Konsulat. Er unterzeichnete diese mit „ein deutscher Wissenschaftler, der Ihnen wohlgesinnt ist“. Erst 1977 vertraute Mayer seiner Familie an, dass er den Oslo-Report geschrieben hatte. Auf seinen Wunsch wurde dies erst nach dem Tod Mayers und seiner Frau publik.
Im November 1926 veröffentlichte Mayer einen Artikel (H. F. Mayer. „Über das Ersatzschema der Verstärkerröhre“ Telegraphen- und Fernsprech-Technik, 15:335–337, 1926.) der (unabhängig von älteren Vorgängerarbeiten von Hermann von Helmholtz und Léon Charles Thévenin) die Einführung von Ersatzspannungsquellen nach Ersatzstromquellen beschreibt. Mayer war damit der erste, der veröffentlichte, dass die äquivalente Spannung der Ersatzspannungsquelle gleich der Leerlaufspannung und der äquivalente Strom der Ersatzstromquelle gleich dem Kurzschlussstrom ist. Edward Lawry Norton beschrieb dies (ebenfalls 1926) in einem internen Bericht der Bell Labs. Das Theorem ist als Norton-Theorem oder Mayer-Norton-Theorem bekannt.
Hans Ferdinand Mayer publizierte weitere 25 technische Artikel und hielt mehr als 80 Patente.

## Auszeichnungen
- 1955: Ehrenmedaille der Stadt Pforzheim
- 1956: Ehrendoktortitel der TH Stuttgart
- 1957: Ehrenmedaille der Universität Heidelberg
- 1961: Philipp-Reis-Plakette[2]
- 1961: Gauß-Weber-Medaille der Universität Göttingen
- 1961: Ehrenmedaille der Max-Planck-Gesellschaft
- 1968: Ehrenring des VDE